# Gerő Jenő
Gärtner Sándor, művésznevén Gerő Jenő vagy Szőke Szakáll (Budapest, 1883. február 2. – Los Angeles, 1955. február 12.), eredetileg Grünwald Jakab; magyar kabarészerző és színész, aki Magyarország után Ausztriában, Németországban, majd 1938-tól az Amerikai Egyesült Államokban folytatta pályáját. Népszerű kabarészerző és e műfaj kedvelt komikus hőse.

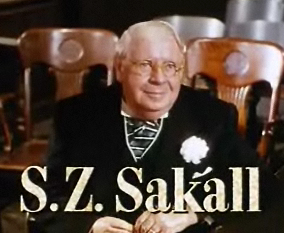

## Élete
Grünwald Henrik kőfaragó és Fischer Róza fia. Eleinte hivatalnokként dolgozott, majd 1908-ban fellépett Nagy Endre Modern Színpad Cabaret-jában. 1913-tól 1917-ig a Sörkabarénak volt a művészeti vezetője, 1919-ig szerepelt is ezen a helyen. 1919 januárjában megválasztották a Kristálypalota művészeti igazgatójának, 1920-ban fellépett a Fekete Macska Kabaréban és a Télikertben. Tagja volt 1922–23-ban a Palace Kabarénak, 1922 és 1925 között pedig az Apolló Kabarénak. A Kis Komédia, majd az Apolló Színház tagja volt.
Az első világháború idején filmezett először. 1922-ben Bécsben is színpadra lépett, 1925 után Bécsben és Berlinben is játszott. Az 1920-as években Berlinben élt, ahol a Nelson, a Metropol, a Lessing, a Grosses Schauspielhaus, a Deutsches Künstlertheater és a Theater am Kurfürstendamm produkcióiban szerepelt. 1927-ben a Boulevard Theatert igazgatta. Az 1930-as években hazatért. Játszott Bécsben, Berlinben, majd 1937-ben a Royal Színházhoz került. 1938-ban kivándorolt Angliába, majd 1940-ben Hollywoodban telepedett le, ahol Cuddle néven ismerték. Vonósnégyes című kabarétréfája világszerte nagy sikert aratott. Kedélyes, joviális típusú komikus, főként apaszerepekben és jóindulatú, jámbor polgárok, megszemélyesítőjeként tűnt ki. Karinthy Frigyes Barátságos arcot kérek című hangosfilmjében ő játszotta a központi figurát, a naiv fényképészmestert. Önéletrajza 1954-ben Londonban jelent meg.
Sok amerikai filmben játszott, köztük a A jó kis nyarak, a Lullaby of Broadway, a Karácsony Connecticutban és a Casablanca, amelyben Carlt, a főpincért alakította.
Művésznevei: Gerő Jenő, S. K. Sakall, S. Z. "Cuddles" Sakall, S.K. Sakall, S.Z. "Cuddles" Sakall, S.Z. 'Cuddles' Sakall, Szöke Sakall, Szöke Szakall, Szöke Szakàll, Szőke Szakáll, Szöke Szakáll.

## Filmjei
- Suszterherceg (1915-16, magyar)
- Az újszülött apa (1916, magyar)
- A dollárnéni (1917, magyar)
- Az önkéntes tűzoltó (1918, magyar)
- Ha a fiatalság szíve beszél (1926, német) – "Wenn das Herz der Jugend spricht"
- A világ visszafojtja lélegzetét (1927, német) – "Da hält die Welt den Atem an"
- Halló Caesar! (1927, német, író) – "Hallo Caesar!"
- Az ég a földön (1927, német) – "Der Himmel auf Erden"
- A vidám paraszt (1928, német) – "Der fidele Bauer"
- Meghívás vacsorára (1928, német, ötlet Székely Istvánnal) – "Einladung zum Nachtessen"
- Nagyvárosi pillangó (1929, német) – "Großstadtschmetterling"
- Ki fog akkor sírni, ha elválunk? (1929, német) – "Wer wird denn weinen, wenn man auseinander geht"
- Kétszer esküvő (1930, német) – "Zweimal Hochzeit"
- Szívek szimfóniája (1930, német) – "Zwei Herzen im Dreivierteltakt"
- Gyere velem találkára (1930, német) – "Komm' zu mir zum Rendezvous"
- Suzanne rendet csinál (1930, német) – "Susanne macht Ordnung"
- A játékbaba (1930, német) – "Der Hampelmann"
- Az ismeretlen vendég (1931, német) – "Der unbekannte Gast"
- Hanyatt-homlok a szerencsébe (1931, német) – "Kopfüber ins Glück"
- Az eldöntetlen vár (1931, német) – "Die schwebende Jungfrau"
- A farsang tündére (1931, német) – "Die Faschingsfee"
- Az ő kisfia (1931, német-osztrák) – "Ihr Junge – Wenn die Geigen klingen"
- Őfelsége, a szerelem (1931, német) – "Ihre Majestät, die Liebe"
- Varsói unokatestvérem (1931, német) – "Meine Cousine aus Warschau"
- A hamiskártyás (1931, német) – "Der Zinker"
- Fejest a boldogságba (1931, német) – "Kopfüber ins Glück"
- Császárkeringő (1932, német) – "Kaiserwalzer"
- Egy város tótágast áll-A revizor (1932, német) – "Eine Stadt steht kopf"
- Marica grófnő (1932, német) – "Gräfin Mariza"
- A szerelem melódiája (1932, német) – "Melodie der Liebe"
- Alexandra hercegnő (1933, osztrák) – "Großfürstin Alexandra"
- Falusi lakodalom (1933, magyar)
- Volt egyszer egy zenész (1933, német) – "Es war einmal ein Musikus"
- Pardon, tévedtem! (1933, német) – "Skandal in Budapest"
- Az ellopott szerda (1933, magyar)
- Mindent a nőért 1933, magyar)
- Helyet az öregeknek! (1934, magyar)
- Tavaszi hangok (1934, osztrák) – "Frühlingsstimmen"
- A nagyherceg pénzügyei (1934, német) – "Die Finanzen des Großherzogs"
- Barátságos arcot kérek (1935, magyar)
- Három és fél muskétas (1935, német) – "3 1/2 Musketiere"
- A kedves naplója (1935, osztrák) – "Tagebuch der Geliebten"
- Baskircsev Mária (1935, osztrák) – "Maria Baschkirtsev"
- Mircha (1936, osztrák) – "Mircha"
- Lili kisasszony (1936, osztrák) – "Fräulein Lili" (bemutató 1949-ben)
- A lila dominó (1937, angol) – "The Lilac Domino"
- Bubi (1937, osztrák-magyar) – "Bubi"
- Az egy randevú (1940, amerikai) – "It`s a Date"
- Flórián (1940, amerikai) – "Florian"
- Tavaszi parádé (1940, amerikai) – "Spring Parade"
- Térj vissza szerelmem! (1940, amerikai) – "My Love Came Back"
- Az ördög és Miss Jones (1941, amerikai) – "The Devil and Miss Jones"
- Riói éjszakák (1941, amerikai) – "The Night in Rio"
- Nem vagyok azonos (1941, amerikai) – "The Man Who Lost Himself"
- Tűzgömb (1941, amerikai) – "Ball of Fire"
- Broadway (1942, amerikai) – "Broadway"
- Yankee Doodle (1942, amerikai) – "Yankee Doodle"
- Hét szerelmes kislány (1942, amerikai, színész, író) – "Seven Sweethearts"
- Casablanca (1942, amerikai) – "Casablanca"
- Télidő (1943, amerikai) – "Wintertime"
- Hollywood Kantin (1944, amerikai) – "Hollywood Canteen"
- Köszönöm neked szerencsés csillag (1943, amerikai) – "Thank Your Lucy Stars"
- San Antonio (1945, amerikai) – "San Antonio"
- Dolly nővérek (1945, amerikai) – "The Dolly Sisters"
- A csodaember (1945, amerikai) – "Wonder Man"
- Karácsony Connecticutban (1945, amerikai) – "Christmas in Connecticut"
- Az idő, a hely és a lány (1946, amerikai) – "The Time, the Place and the Girl"
- Hamupipőke Jones (1946, amerikai) – "Cinderella Jones"
- Sohase mondj istenhozzádot! (1946, amerikai) – "Never Say Goodbye"
- Két fickó Milwaukee-ból (1946, amerikai) – "Two Guys from Milwaukee"
- Cynthia (1947, amerikai) – "Cynthia"
- Románc a nyílt tengeren (1948, amerikai) – "Romance on the High Seas"
- Az álmom a tiéd (1949, amerikai) – "My Dream is Your"
- A jó kis nyarak (1949, amerikai) – "In the Good Old Summertime"
- Montana (1950, amerikai) – "Montana"
- Tea kettesben (1950, amerikai) – "Tea for Two"
- Sugarfoot (1951, amerikai) – "Sugarfoot"
- A Broadway altatódala (1951, amerikai) – "Lullaby of Broadway"
- Kisvárosi lány (1953, amerikai) – "Small Town Girl"
- Diákélet-Vén Heidelberg (1954, amerikai) – "The Student Prince"
- Shine On, Harved Moon (1944, amerikai)
- April Showers (1948, amerikai)
- Whiplash (1948, amerikai)
- Embraceable You (1949, amerikai)
- The Daughter of Rosie O`Grady (1951, amerikai)
- Painting the Clouds with Sunshine (1951, amerikai)
- It`s a Big Country (1951, amerikai)

## Jelenetei
- Vonósnégyes (1922)
- Kelemen Palika (1923)
- A vezér (1924)
- VIII. Albert (1924)

## Könyvei
- A vonósnégyes. Vígjáték; Kunstädter soksz., Bp., 1923
- Das Streichquartett. Schwank (A vonósnégyes); Alberti, Berlin, 1923
- Szőke Szakáll: VIII. Albert / Vaszary János: Braun ki lesz csapva / Békeffy László: Kitöltjük az összeíró ívet; Globus Ny., Bp., 1932 (Színházi élet színdarabjai)
- S. Z. Sakall: The Story of Cuddles. My Life under the Emperor Francis Joseph, Adolf Hitler and The Warner Bross; [magyarból] ford. Tábori Pál; London, Cassell, 1954
- Vonósnégyes Casablancában. Életem Ferenc József császár, Adolf Hitler és a Warner Brothers uralma alatt; [angolból vissza]ford. Gálvölgyi Judit; K.u.K., Bp., 2015

## Emlékezete
- Alakja említés szintjén felbukkan Kondor Vilmos Budapest noir és Budapest novemberben című bűnügyi regényeiben: az egyik bűnöző szereplő megjelenése az előbbi kötetben a megszólalásig Szőke Szakállra emlékezteti a magánnyomozásba kezdő bűnügyi újságíró főhőst; később az idő múltával ez a hasonlatosság már kevésbé szembeszökő, de ennek ellenére az utóbbi műben is említést nyer.